# メガロボクス
『メガロボクス』（MEGALO BOX）は、2018年4月より6月まで放送された連続テレビアニメーション作品。アニメ制作はトムス・エンタテインメント/3xCube。キャッチコピーは、「とどまるか、抗うか― あしたを、選べ」。
高森朝雄原作・ちばてつや作画によるボクシング漫画『あしたのジョー』（以下『ジョー』と略記する場合あり）の連載開始50周年を記念し、『ジョー』を原案として制作されている。原案としている通り作風などに『ジョー』の要素を数多く採り入れているが、本作との設定や物語とは直接のつながりは無い。
米国時間2019年11月16日、ニューヨークで開催された「2019 ANIME NYC」にて第2期の制作が発表され、『NOMAD メガロボクス2』（ノマド メガロボクスツー）のタイトルで2021年4月から6月までTOKYO MX、BS11にて放送された。

## 物語

### 第1期
身体能力を向上させる強化外骨格ギアを身に着け、各個人の身体的な境界を超越したボクサーたちによる無階級格闘技メガロボクスが人気を博す近未来。超近代的な摩天楼が屹立する「認可地区」と、市民IDを持たない貧民が生きる「未認可地区」という2つのゾーンを抱えたとある都市では、白都コンツェルンの後継者白都ゆき子が旗振り役となり、メガロボクス世界王者を決定する一大イベントメガロニアが開催されようとしていた。
時を同じくして、非合法地下闘技場のメガロボクサーであるジャンクドッグは、強すぎるがゆえに相棒の南部贋作に八百長試合を強いられる鬱屈した日々を送っていた。しかしジャンクドッグは、ゆき子お抱えの最強メガロボクサー勇利と図らずも出会い、地下試合で敗北したことを契機に、メガロニアへの出場を決意。ジャンクドッグは市民IDにジョーという新しい名を手に入れ、借金で首が回らず腹を括った南部や、個人的な事情から協力を申し出た孤児のサチオを伴い、チーム番外地として勇利へのリベンジを果たすために動き出す。
本戦までの時間が限られる中、最短距離でトップに躍り出るべく、ジョーはギアを使わず生身で戦う"ギアレス"ジョーとしてマッチメイクを行い、不利な戦いを制することで注目を集める。南部と因縁浅からぬ仲の傷痍軍人アラガキや、ゆき子への復讐に燃える白都樹生といった上位ランカーとの激戦を制したジョーは、メガロニアの最後の一枠を手にする。本戦では、ヤクザの藤巻の指示で大規模な八百長試合を強いられるチーム番外地であったが、南部の決死の檄で覚醒したジョーにより八百長ははねのけられ、南部の視力と引き換えに遂にジョーは勇利との決勝の舞台にたどり着く。一方、これまでの激戦を目の当たりにしてジョーを認めた勇利は、ゆき子の反対を押し切って肉体と一体化していたギアを外し、手術の痛みに抗いながら決勝に臨む。両者は満身創痍になりながらも互いを認め合い、メガロボクス史上初の最終ラウンドまで死闘を演じるのであった。
試合から一年後、番外地ジム移転による祝賀会でジョーや勇利たちが和やかに交流する様子と、ジョーがメガロニアを制覇したという記録が示され、物語は幕を閉じる。

### 第2期
ジョーがメガロニアの初代チャンピオンになってから7年後。とある理由でかつての栄光や仲間を捨てたジョーは、名前をノマドと称し、地下闘技場を転戦する日々を送っていた。粗悪な薬の禁断症状と、今は亡き南部の幻覚に苛まれるジョーは、試合を通して移民のメガロボクサーチーフと出会う。

## 登場人物

### チーム番外地
ジャンクドッグ / ジョー / ノマド
声 - 細谷佳正
本作の主人公。「ジャンクドッグ」という名前は地下メガロボクスにおけるリングネーム。ガラクタ同然のギアを使用しながらも他のメガロボクサーを圧倒する実力をもつ。
南部を相方に賭けボクシングに出場して生計を立てていたが、地下メガロボクスでは実力が頭抜けているために真っ当な試合を組んでもらえず、八百長行為に加担させられていた。しかし、自分を完膚なきまで叩きのめした勇利ともう一度戦いたいという思いから、南部の反対を押し切ってメガロニアへの参加を決意。非正規なルートで市民IDを入手してジョーの名を登録。以後は表向き彼の呼び名となる。
『2』では7年後。「ノマド」と名乗り地下メガロボクスに立っていたが風貌は変わり、チャンピオンの面影はなかった。5年前（『1』から2年後）に末期癌に苦しむ南部のためにリュウとのエキシビションマッチに臨んだが、臨終の間際に立ち会うことよりも試合に勝つことを選び、そのことがチーム番外地との亀裂になってしまう。敗北後に街を去り、遠方で悪夢や南部の亡霊を見ては魘され、粗悪な精神安定剤に頼る日々を送っていた。しかし移民の地下メガロボクサー「チーフ」との出会いと別れによって再起し、過去の過ちを取り返すために旧知の者たちの確執と向き合おうとする。
南部贋作（なんぶ がんさく）
声 - 斎藤志郎
ジャンクドッグ（ジョー）のトレーナーおよびセコンドを務める隻眼の男。物語開始時は藤巻の言いなりで八百長試合を働くイカサマセコンドとして日々を凌いでいた。当初はジョーのメガロニア参加に反対していたが、やがてジョーをメガロニアで優勝させ、その賞金で自分の借金を帳消しにすることを決意。「チーム番外地」を結成し、最短でジョーをメガロニアに出場させる術を画策する。
『2』では既に故人となっている。盲目になるもチーム番外地メンバーと楽しい生活を送っていが、末期癌だと診断された。
サチオ
声 - 村瀬迪与
未認可地区で仲間とかっぱらいを行い、その日暮らしを送っているストリートチルドレン。トレードマークは出っ歯と帽子で、帽子の裏側に家族との写真を貼り付けている。さまざまなハイテク機械の扱いに長けている。
盗品を売りつけていたショップでジョーや南部と出会い、メガロニア出場を目指す彼らについていくことを懇願。一度は断られるが、ジョーのために危険を冒してギアを盗もうとまでする心意気を買われてチーム番外地の一員となる。試合では南部とともにジョーのセコンドに入り、優れた認識能力でしばしば南部をも凌ぐ状況判断力を見せる。
『2』ではジョーとの確執を抱えたまま、成長して青年の姿になっている。ジョーに比べてもなお小柄であり、ボクシングには向かないとアラガキにも評されているが、彼に教え込まれた技術を使って地下メガロボクサーとして試合をしている。

### 白都コンツェルン
勇利（ゆうり）
声 - 安元洋貴
メガロボクスの絶対王者として君臨する、最強のメガロボクサー。鍛え抜かれた肉体を白都コンツェルンが開発し、自らも開発に協力した特注モデルの最新ギアで包むように一体化させており、体力も技術もギアの性能も桁外れである。
偶発的なニアミス事故を縁にジャンクドッグ（ジョー）と出会い、一度限りと出場した地下の試合でジャンクドッグを一方的に叩きのめしたものの、垣間見たその技量に無視できないモノを感じており、関心をもって試合を見届けるようになる。
白都 ゆき子（しらと ゆきこ）
声 - 森なな子
認可地区の大企業「白都コンツェルン」の女社長にして、メガロボクスに莫大なマネーを注ぎ込むコミッショナー。
高圧的だが公正な人物であり、会社の不利益となる不正であっても公平な処分を下す。自身の理想である絶対王者・勇利に全幅の信頼を寄せている。
『2』ではROSCOと提携し『BES』の開発に携わるが、佐久間がひた隠しにしていた『BES』の闇に気づき、行動に出る。
白都 樹生（しらと みきお）
声 - 鈴木達央
ゆき子の実兄でメガロボクサー。白都コンツェルンの後継者争いに敗北し、自分から何もかも奪った妹のゆき子に復讐するため、自らも開発に携わった人工知能搭載型ギア「エース」を身にまとい、リングに立つ。通称は「戦うエンジニア」。
『2』では山奥のロッジに移り住んだ傍ら、大学で技術開発の教鞭を執り、ゆき子の頼みで『BES』の危険性を指摘する論文を執筆した。
エディソン・リュウ
声 - 福西勝也
『2』に登場。メガロボクスの王者にして勇利の直弟子。勇利の再来と呼ばれる世代最強のメガロボクサー。
5年前にジョーとのエキシビションマッチを戦うが、その時のジョーが心身双方に不調を抱えていたことから、その勝利が心のしこりになっており、「自分はいつまでも勇利の弟子でしかない」という鬱屈を抱えていた。街に戻ってきたジョーに発破をかけ、再戦の約束をするものの、マックとの試合によって敗北、脳に手酷いダメージを負ったことで復帰が難しい状態になるが、リハビリに励み、返り咲くことを宣言した。

### 退役軍人会
タツミ・レナード・アラガキ
声 - 田村真
退役軍人会メガロボクス部に所属する義足のメガロボクサー。
元は南部に師事していたメガロボクサーだったが、徴兵されて軍人となり、戦場で両足を失うことになった。以後はPTSDに魘されながらもメガロボクサーとして復帰。フットワークも鋭く試合巧者だが、両足と義足の接続面に相当に無理が祟っており、当初は南部を恨んでいるかのような素振りを見せたが、真意は自分の最後の相手に南部がコーチしたジョーを選び、彼に敗れた後にメガロボクサーを引退する。その後、勇利との試合を控えたジョーのスパーリングパートナーを務めた。
『2』でも退役軍人会に引き続き所属しており、サチオに請われてメガロボクスの技術を教え込んだ。ジョーが去った後にしばらくチーム番外地の面々の面倒を見ていた時期もある。戻ってきたジョーに対して厳しい言葉を浴びせるものの、大人として彼に向き合い、チーム番外地との和解の切っ掛けを与えた。
ミヤギ
声 - 多田野曜平
アラガキのセコンド。自身も傷痍軍人であり、右手が義手になっている。

### チーム番外地
オイチョ
声 - 神戸光歩
サチオとつるんでいる悪ガキのひとり。見た目からはわかりづらいが少女である。比較的おとなしく、周囲のセーブ役。
『2』では少女らしく成長しており、虻八商店に弟子入りしてエンジニアとしての腕を磨いている。ジョーに対しては突き放す態度を取り続けていたが、次第に軟化していった。
サンタ
声 - 観世智顕
サチオとつるんでいる悪ガキのひとり。比較的お調子者で明るい性格。
『2』では駆け出しのメガロボクスライターとして活躍。ジョーに対しても早くに態度を軟化させ、彼の復帰や動向にまつわる記事を書いていた。
ボンジリ
声 - 落合福嗣
サチオとつるんでいる悪ガキのひとり。ふくよかな体型をした気弱な少年。
『2』では食堂を営んでおり、そこがかつてのチーム番外地メンバーのたまり場となっていた。サチオの行動から、厄介な組との確執に巻き込まれてしまうことになる。

### ROSCO
佐久間
声 - 小林親弘
『2』に登場。ROSCOのCEO。若き天才企業家で、大企業のCEOとは思えないほどの若さを持つ。
脳にチップを埋め込み、半身不随の肉体も本人の自由に動かせるようにする技術『BES（Brain Encording System）』を白都コンツェルンと提携して開発。軍事産業に取り入ることでさらなる飛躍を目論んでいる。
BESの誤作動によって偶然発現した「マックタイム」を黙認しており、自分が作り出したマックという「英雄」に半ば狂信的な感情を抱いている。
マック・ロサリオ
声 - 宮内敦士
『2』に登場。移民のメガロボクサー。追い込まれた時に怒涛の反撃で相手をノックアウトする「マックタイム」のドラマ性から大人気を博しているROSCO所属の選手。
かつてメガロボクサーから引退した経験があり、その時は感情のコントロールが不得手なことから鳴かず飛ばずの成績だった。妻の妊娠の際に引退し警察官となったが、火事から子供を助けようとした時に負傷し半身不随となる。しかし『BES』によって復活を遂げた。「ギアレス・ジョー」を彼の現役時代から強く尊敬している。妻子持ち。
「マックタイム」によってリュウを破りメガロボクスチャンピオンの座に就くものの、度々起こる記憶障害やリュウを負傷に追い込んだ自分の在り方に疑問を持ち、マックタイムがBESの暴走だと知る。

### その他
藤巻（ふじまき）
声 - 木下浩之
未認可地区メガロボクス闘技場の元締めヤクザ。態度や口調は紳士的だが、言葉の端々に凄味を利かせる。自身から多額の借金をしている南部に対し、一切の情けを持たず追い込みをかける。
シャーク鮫島（シャークさめじま）
声 - 拝真之介
ジョーが表舞台で初めて対戦するメガロボクサー。気性の激しさと相まって「マンイーター」の異名をもつ。
ペペ・イグレシアス
声 - ロベルト・G
ランキング2位。「スパイダー」の異名を持つ変幻自在のスタイルを持つメガロボクサー。勇利のライバルであり優勝候補の一角で、早期にメガロニア出場を決定している。
グレン・バロウズ
声 - マット・P
ランキング3位。キラーボムクルー所属のメガロボクサー。中量級が有利とされるメガロボクスのなかでも珍しく、2メートルを超える巨躯を持つヘビーファイターで、「ブラッディ・ライオン」と呼ばれる。メガロニア3人目の選手。

## スタッフ
|                         | 第1期                                      | 第2期                                      |
| ----------------------- | ------------------------------------------ | ------------------------------------------ |
| 原案                    | 『あしたのジョー』（高森朝雄、ちばてつや） | 『あしたのジョー』（高森朝雄、ちばてつや） |
| 監督 コンセプトデザイン | 森山洋                                     | 森山洋                                     |
| 脚本                    | 真辺克彦、小嶋健作                         | 真辺克彦、小嶋健作                         |
| キャラクターデザイン    | 清水洋                                     | 倉島亜由美                                 |
| 総作画監督              | 八崎健二                                   | 八崎健二                                   |
| 総作画監督              | 清水洋、石川晋吾                           | 金田尚美、山中純子                         |
| ギアデザイン            | 形部一平                                   | 形部一平                                   |
| プロップデザイン        | 嶋謙一                                     | 川妻智美、森山洋                           |
| 美術監督                | 河野次郎                                   | 河野次郎                                   |
| 色彩設計                | 茂木孝浩                                   | 歌川律子                                   |
| 撮影監督                | 江間常高                                   | 赤尾英美                                   |
| CGディレクター          | 上原仁                                     | 上原仁                                     |
| 編集                    | 今井大介                                   | 今井大介                                   |
| 音響監督                | 三好慶一郎                                 | 三好慶一郎                                 |
| 音楽                    | mabanua                                    | mabanua                                    |
| 音楽制作                | トムス・ミュージック                       | トムス・ミュージック                       |
| プロデューサー          | 藤吉美那子、阿部研吾、土屋潤一郎           | 藤吉美那子、阿部研吾、土屋潤一郎           |
| プロデューサー          | 片山悠樹、新美大輔（第5話以降）            |                                            |
| アニメーション制作      | TMS/3xCube                                 | トムス・エンタテインメント                 |
| 製作・著作              | メガロボクスプロジェクト、TBS              | メガロボクス2プロジェクト                  |

## 主題歌
「Bite」
第1期オープニングテーマ。作詞・作曲・歌はLEO今井。
「かかってこいよ」
第1期エンディングテーマ。作詞・作曲・歌はNakamuraEmi、編曲はカワムラヒロシ。
「The Ending」
第1期第13話でのみ使用されたエンディングテーマ。作曲はmabanua。
「The theme of the NOMAD」 
第2期オープニングテーマ。作曲はmabanua。
「El Canto del Colibrí」
第2期エンディングテーマ。作詞は佐々木誠、作曲・歌はmabanua、字幕翻訳は真辺克彦。
「Rise Up / Diamond in the Sky feat.稲泉りん」
第2期第13話でのみ使用されたエンディングテーマ。作詞はMichael Kaneko、作曲はmabanua、別所和洋、歌は稲泉りん。

## 各話リスト
| 話数        | サブタイトル | 脚本     | 絵コンテ            | 演出       | 作画監督 | 初放送日      |       |       |       |       |       |       |       |       |       |       |       |       |       |       |       |       |       |       |
| 第1期       | 第1期 | 第1期    | 第1期               | 第1期      | 第1期 | 第1期         | 第1期 | 第1期 | 第1期 | 第1期 | 第1期 | 第1期 | 第1期 | 第1期 | 第1期 | 第1期 | 第1期 | 第1期 | 第1期 | 第1期 | 第1期 | 第1期 | 第1期 | 第1期 |
| ----------- | --- | -------- | ------------------- | ---------- | --- | ------------- | ----- | ----- | ----- | ----- | ----- | ----- | ----- | ----- | ----- | ----- | ----- | ----- | ----- | ----- | ----- | ----- | ----- | ----- |
| ROUND1      | BUY OR DIE? くすぶる火をたやすな。それが暗い道を照らす灯となる                                                                                           | 真辺克彦 | 森山洋              | 森山洋     | 清水洋 | 2018年 4月6日 |       |       |       |       |       |       |       |       |       |       |       |       |       |       |       |       |       |       |
| ROUND2      | THE MAN ONLY DIES ONCE 二度死んだヤツはいない、バクチ打ちはそう嘯いた                                                                                    | 小嶋健作 | 金井次郎            | 斉藤啓也   | 石川晋吾 | 4月13日       |       |       |       |       |       |       |       |       |       |       |       |       |       |       |       |       |       |       |
| ROUND3      | GEAR IS DEAD 絶望の果ての負け惜しみ。機械はハナから息しちゃない                                                                                          | 真辺克彦 | 和田高明            | 和田高明   | 和田高明 原田大基                                                                                                  | 4月20日       |       |       |       |       |       |       |       |       |       |       |       |       |       |       |       |       |       |       |
| ROUND4      | LET'S DANCE WITH DEATH 死神と踊るより、あの娘とブギーを踊りたい                                                                                          | 小嶋健作 | 寺岡巌              | 藤本ジ朗   | 八崎健二 | 4月27日       |       |       |       |       |       |       |       |       |       |       |       |       |       |       |       |       |       |       |
| ROUND5      | THE MAN FROM DEATH あんたはどこから来たんだ？向こう岸だよ、地獄さ                                                                                        | 真辺克彦 | 佐野隆史            | 和田卓也   | 和田卓也 | 5月4日        |       |       |       |       |       |       |       |       |       |       |       |       |       |       |       |       |       |       |
| ROUND6      | UNTIL THE LAST DOG DIES 真夏の犬は人を殺したくなる暑さだが、決してへたばりゃしない                                                                       | 小嶋健作 | 佐野隆史            | 土屋康郎   | 石川晋吾 | 5月11日       |       |       |       |       |       |       |       |       |       |       |       |       |       |       |       |       |       |       |
| ROUND7      | THE ROAD TO DEATH 三の名がつくあの川を渡るのに、往復の船賃は無用だ                                                                                       | 真辺克彦 | 橋口淳一郎          | 橋口淳一郎 | 平山智、早川淳一                                                                                                   | 5月18日       |       |       |       |       |       |       |       |       |       |       |       |       |       |       |       |       |       |       |
| ROUND8      | DEADLINE OF THE DREAM あんたの夢の賞味期限を決めるのは、誰かじゃない                                                                                     | 小嶋健作 | 矢野博之            | 古谷田順久 | 八崎健二 | 5月25日       |       |       |       |       |       |       |       |       |       |       |       |       |       |       |       |       |       |       |
| ROUND9      | A DEAD FLOWER SHALL NEVER BLOOM あの花のつぼみは腐臭をまき散らし、種は土にかえる                                                                         | 真辺克彦 | 川越淳              | 山内東生雄 | 清水洋 八崎建二 | 6月1日        |       |       |       |       |       |       |       |       |       |       |       |       |       |       |       |       |       |       |
| ROUND10     | THE DIE IS CAST サイは投げられた。ダブルアップでベットするも良し                                                                                         | 小嶋健作 | 佐山聖子            | 泉保良輔   | 清水恵蔵 浦中利浩 滝口弘喜                                                                                         | 6月8日        |       |       |       |       |       |       |       |       |       |       |       |       |       |       |       |       |       |       |
| ROUND11     | A DEADMARCH 辛気臭い讃美歌はよしてくれ。欲しているのはラッパだ                                                                                           | 真辺克彦 | 佐藤雄三            | 土屋康郎   | 石川晋吾 | 6月15日       |       |       |       |       |       |       |       |       |       |       |       |       |       |       |       |       |       |       |
| ROUND12     | LEAP OVER THE EDGE OF DEATH 岸辺にアルバムを残したいなら、三の川から引き返せ                                                                             | 小嶋健作 | 羽鳥潤              | 藤本義孝   | 小丸敏之 島崎知美 大川美穂子                                                                                       | 6月22日       |       |       |       |       |       |       |       |       |       |       |       |       |       |       |       |       |       |       |
| ROUND FINAL | BORN TO DIE 肉は朽ちても骨は残る。それが生を受けた証となる                                                                                               | 真辺克彦 | 前島健一 森山洋     | 安部祐二郎 | 清水洋 八崎健二 石川晋吾 森山洋                                                                                    | 6月29日       |       |       |       |       |       |       |       |       |       |       |       |       |       |       |       |       |       |       |
| 第2期       | |          |                     |            | |               |       |       |       |       |       |       |       |       |       |       |       |       |       |       |       |       |       |       |
| ROUND1      | Los fantasmas tararean un réquiem 亡霊たちは鎮魂歌を口ずさむ                                                                                             | 真辺克彦 | 森山洋              | 森山洋     | 金田尚美 | 2021年 4月4日 |       |       |       |       |       |       |       |       |       |       |       |       |       |       |       |       |       |       |
| ROUND2      | La desesperación da coraje a los cobardes 絶望は臆病者に勇気を与える                                                                                     | 小嶋健作 | 矢野博之            | 黒田幸生   | 金田尚美 八崎健二 山中純子 中熊太一 服部憲知 早川淳一 野口征恒 水村良男                                            | 4月11日       |       |       |       |       |       |       |       |       |       |       |       |       |       |       |       |       |       |       |
| ROUND3      | Si deseas la dañina pudrición de las raíces, no bloquees la boca del ánfora 患いの根腐れを望むなら、水瓶の穴を塞ぐな                                     | 小嶋健作 | 奥村よしあき 森山洋 | 清水明     | 清水恵蔵 櫻井木ノ実 花輪美幸 南伸一郎 杜伟峰 陈亮                                                                  | 4月18日       |       |       |       |       |       |       |       |       |       |       |       |       |       |       |       |       |       |       |
| ROUND4      | Si la flor del alma florece, el amor no se perderá 魂の花が咲けば、愛を失ったためしはない                                                                | 真辺克彦 | 大橋誉志光          | 小野田雄亮 | 金田尚美 飯飼一幸 早川淳一 服部憲知 野口征恒 水村良男 NAMU WHITE LINE                                              | 4月25日       |       |       |       |       |       |       |       |       |       |       |       |       |       |       |       |       |       |       |
| ROUND5      | La tierra prometida respondió que el mesías no se quedará 救世主は居やしないと約束の地は答えた                                                           | 真辺克彦 | 湖山禎崇 森山洋     | 黒田幸生   | 野口征恒 早川淳一 水村良男 津吹明日香 鈴木信一 嘉村弘之 WHITE LINE 飯飼一幸 鷲田敏弥                               | 5月2日        |       |       |       |       |       |       |       |       |       |       |       |       |       |       |       |       |       |       |
| ROUND6      | Aunque estés consciente de tu impotencia, Dios te ofrecerá su imagen para que la pises 無力だと自覚しても、神は踏み絵を差し出す                          | 小嶋健作 | 佐藤雄三            | 吉田俊司   | 金田尚美 金子昌司 野口征恒 水村良男 WHITE LINE 4TUNE                                                               | 5月9日        |       |       |       |       |       |       |       |       |       |       |       |       |       |       |       |       |       |       |
| ROUND7      | El tonto que muestra su carta no es un payaso estúpido カードが示す愚か者は間抜けな道化師じゃない                                                        | 真辺克彦 | サトウシンジ        | 三浦彗     | 三島詠子 東亮太 山口菜 牧孝雄 小丸敏之 齊藤格 栗田新一 本田敬一 南井尚子 梁博雅                                    | 5月16日       |       |       |       |       |       |       |       |       |       |       |       |       |       |       |       |       |       |       |
| ROUND8      | Al principio del fin, latrayectoria del arcoíris dibuja un soportal 終わりの始まりに、虹の軌跡はアーチを描く                                             | 小嶋健作 | 佐野隆史            | 小坂春女   | 村松尚雄 斎藤和也 WHITE LINE 中熊太一 服部憲知 早川淳一 野口征恒 嘉村弘之 津吹明日香 水村良男                      | 5月23日       |       |       |       |       |       |       |       |       |       |       |       |       |       |       |       |       |       |       |
| ROUND9      | Una sola mano no basta para vivir, pero aun así la forma de vivir prevalece 生きる術は片手じゃ足りないが、生き方はそれでも余る                           | 真辺克彦 | 矢野博之            | 熨斗谷充孝 | 清水恵蔵 櫻井木ノ実 南伸一郎 杜伟峰 陈亮 水村良男                                                                  | 5月30日       |       |       |       |       |       |       |       |       |       |       |       |       |       |       |       |       |       |       |
| ROUND10     | Las derrotas pasadas son acompañadas por señales de buena suerte 過去の敗北は幸運の兆しと共にある                                                        | 小嶋健作 | 相澤伽月 森山洋     | 小野田雄亮 | NAMU セブンシーズ 小林理 嘉村弘之 野口征恒                                                                         | 6月6日        |       |       |       |       |       |       |       |       |       |       |       |       |       |       |       |       |       |       |
| ROUND11     | Cuando te quitas la armadura que no te podías quitar, brotan las semillas de la miseria y de la dicha 脱げなくなった鎧を外す時、不幸と幸福の種が芽を出す | 真辺克彦 | 佐藤雄三            | 吉田俊司   | 松下純子 飯飼一幸 服部憲知 小田真弓 八木元喜 嘉村弘之 金子昌司                                                     | 6月13日       |       |       |       |       |       |       |       |       |       |       |       |       |       |       |       |       |       |       |
| ROUND12     | Aunque las ovaciones se callen, la voz de los mudos no desaparecerá 喝采が鳴りやんでも、声なき者の声は消せやしない                                       | 小嶋健作 | 佐野隆史            | 村上勉     | はっとりますみ 金凱 4TUNE                                                                                          | 6月20日       |       |       |       |       |       |       |       |       |       |       |       |       |       |       |       |       |       |       |
| ROUND FINAL | El con alas lleva al son alas, y el sin alas bendice al con alas 翼ある者は翼なき者を背負い、翼なき者は翼ある者を祝福する                                | 真辺克彦 | 大橋誉志光          | 小坂春女   | 金田尚美 矢崎健二 清水洋 伊東英樹 小田真弓 嘉村弘之 中熊太一 野口征恒 能地清 早川淳一 村松尚雄 水村良男 WHITE LINE | 6月27日       |       |       |       |       |       |       |       |       |       |       |       |       |       |       |       |       |       |       |

## 放送局
| 放送期間                | 放送時間                     | 放送局         | 対象地域   | 備考                                                                             |
| ----------------------- | ---------------------------- | -------------- | ---------- | -------------------------------------------------------------------------------- |
| 2018年4月6日 - 6月29日  | 金曜 1:28 - 1:58（木曜深夜） | TBSテレビ      | 関東広域圏 | 製作局 / 「アニメリコ」第1部 / 字幕放送                                          |
| 2018年4月15日 - 7月1日  | 日曜 1:00 - 1:30（土曜深夜） | BS-TBS         | 日本全域   | BS放送 / 「アニメリコ」第1部 第1話のみ、2018年4月14日 土曜 23:00 - 23:30に放送。 |
| 2018年4月16日 - 7月9日  | 月曜 1:00 - 1:30（日曜深夜） | TBSチャンネル1 | 日本全域   | CS放送 / リピート放送あり                                                        |
| 2018年4月18日 - 7月11日 | 水曜 1:30 - 2:00（火曜深夜） | 北陸放送       | 石川県     |                                                                                  |
| 2018年4月20日 - 7月13日 | 金曜 1:36 - 2:06（木曜深夜） | あいテレビ     | 愛媛県     |                                                                                  |

| 放送期間               | 放送時間                     | 放送局   | 対象地域 | 備考                 |
| ---------------------- | ---------------------------- | -------- | -------- | -------------------- |
| 2021年4月4日 - 6月27日 | 日曜 23:00 - 23:30           | TOKYO MX | 東京都   |                      |
| 2021年4月7日 - 6月30日 | 水曜 0:30 - 1:00（火曜深夜） | BS11     | 日本全域 | BS放送 /『ANIME+』枠 |

| 配信開始日           | 配信サイト | シーズン |
| -------------------- | --- | -------- |
| 2018年4月6日以降順次 | Amazonプライム・ビデオ GYAO!ストア Google Play J:COMオンデマンド TSUTAYA TV DMM.com ニコニコ動画 HAPPY!動画 バンダイチャンネル ひかりTV ビデオパス ビデオマーケット PlayStation Video ムービーフル Rakuten TV dアニメストア dTV Netflix Hulu U-NEXT                                                                          | 第1期    |
| 2021年4月5日以降順次 | Amazonプライム・ビデオ GYAO!ストア クランクイン！ビデオ J:COMオンデマンド TSUTAYA TV DMM.com ニコニコ動画 HAPPY!動画 バンダイチャンネル ひかりTV ビデオマーケット music.jp milplus アニメ放題 ABEMA FOD dアニメストア（本店・ニコニコ支店・for Prime Video） TELASA niconico ニコニコ生放送 Netflix Hulu ふらっと動画 U-NEXT | 第2期    |

## BD
| タイトル            | 巻 | 発売日         | 収録話          | 規格品番  |
| ------------------- | -- | -------------- | --------------- | --------- |
| メガロボクス        | 1  | 2018年7月27日  | 第1話 - 第4話   | BCXA-1372 |
| メガロボクス        | 2  | 2018年9月26日  | 第5話 - 第9話   | BCXA-1373 |
| メガロボクス        | 3  | 2018年11月22日 | 第10話 - 第13話 | BCXA-1374 |
| NOMAD メガロボクス2 |    | 2021年7月28日  | 第2期全13話     | BCXA-1629 |

## ショートアニメ
Blu-ray BOX各巻収録映像特典の短編アニメ。第3話ナレーション梅津秀行。
| 収録巻 | サブタイトル                                                               | 脚本              | 作画   |
| ------ | -------------------------------------------------------------------------- | ----------------- | ------ |
| 1      | BEFORE THE ROUND ONE イノセントで野蛮な犬は毒消しの血清を知らない          | 真辺克彦 小嶋健作 | -      |
| 2      | AFTER THE ROUND FINAL 明日にエンドマークをつけない限り、謝肉祭は終わらない | 真辺克彦 小嶋健作 | -      |
| 3      | SIX MIX COSMIC［PILOT EDITION］                                            | 森山洋            | 森山洋 |

## 漫画
『少年マガジンエッジ』（講談社）2018年3月号から9月号にかけて、『メガロボクス 宿命の双拳』が連載された。作画は佐久間力。
- 佐久間力（漫画）・メガロボクスプロジェクト（原作） 『メガロボクス 宿命の双拳』 講談社〈マガジンエッジKC〉、全2巻
  1. 2018年4月17日発売[9]、ISBN 978-4-06-511331-8
  2. 2018年10月17日発売[10]、ISBN 978-4-06-513198-5